# Jermyn Street
Jermyn Street er en ensrettet gade i St. James'-området i City of Westminster i London syd for og parallel med Piccadilly.
Gaden er kendt for næsten udelukkende at bestå af eksclusive butikker med herretøj og for skjorte-, sko- og støvlemagere, der for manges vedkommende har liget i gaden siden slutningen af det 19. århundrede. Blandt skomagerne er Edward Green og Church's. Skjortemagerne Turnbull & Asser, Hawes & Curtis, Thomas Pink, Harvie & Hudson, Charles Tyrwhitt og T. M. Lewin har butikker i gaden. Større mærker som Hackett og DAKS ligeledes.
Andre notable virksomheder i Jermyn Street er barberen Geo.F. Trumper, cigarbutikkerne Davidoff og Alfred Dunhill, såvel som Storbritanniens ældste ostebutik Paxton & Whitfield, der har drevet virksomhed dér siden 1797.
Flere gallerier, antikvitets- og tæppehandlere samt Tramp Nightclub og Jermyn Street Theatre, West Ends mindste teater med 70 siddepladser, er notable.